# ホーエンローエ島
ホーエンローエ島(ホーエンローエとう、ロシア語: Остров Гогенлоэ)は北極海の一部であるバレンツ海に位置するロシア連邦領ゼムリャフランツァヨシファにある島である。1874年4月9日にオーストリア＝ハンガリー帝国の探検家、ユリウス・フォン・パイアーにより発見され、オーストリアの貴族のコンスタンチン・ツー・ホーエンローエ＝シリングスフュルストen:Konstantin of Hohenlohe-Schillingsfürst(1828-1896)に因んで名付けられた 。